# Saison 2012-2013 du FC Lorient
Maillots
Dernière mise à jour : 30 mai 2013.
Chronologie
Saison précédente Saison suivante
La saison 2012-2013 du FC Lorient est la 9e saison du club breton en première division du championnat de France, la 7e consécutive du club au sommet de la hiérarchie du football français. Christian Gourcuff dispute sa 24e saison en tant qu'entraîneur.

## Avant saison

### Transferts

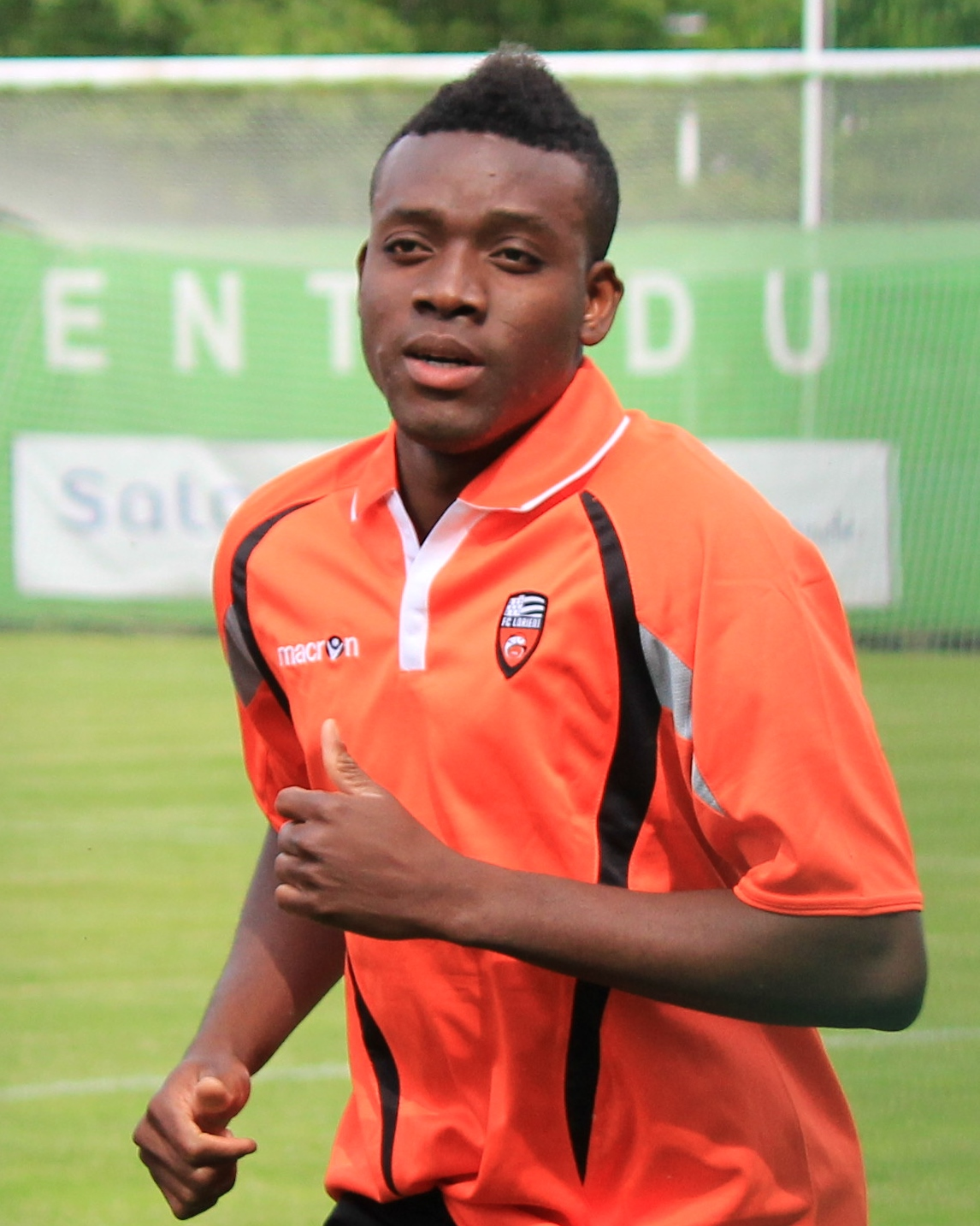
Alain Traoré en provenance d'Auxerre pour 4 millions d'euros est le transfert le plus cher de l'histoire du club.

Le FC Lorient dépense lors du mercato d'été environ 10 millions d'euros, ce qui place cette année-là le club à la quatrième place des clubs français en termes de dépense. Le président Loïc Féry annonce lors de la reprise de l'entrainement fin juin vouloir conserver les meilleurs joueurs de son effectif, tout en comptant sur les retours de blessure de plusieurs de ses joueurs pour renforcer son effectif. En ce qui concerne les recrutements, la priorité affichée est d'« améliorer qualitativement le secteur offensif ». Concernant les départs, le club cherche en même temps à réduire quantitativement l'effectif et plusieurs prêts de joueurs sont étudiés, le but affiché étant de passer de 36 joueurs sous contrat lors de la saison précédente à 28-30
Le club recrute plusieurs milieu de terrain à vocation offensif parmi les clubs relégués en seconde division cette année-là : Benjamin Corgnet en provenance de Dijon et Alain Traoré en provenance d'Auxerre. Ce dernier signé pour 4 millions d'euros est alors le plus gros transfert de l'histoire du club. L'ancien milieu international français Giuly signe lui aussi au club après son départ en fin de contrat avec Monaco. Enfin, les derniers jours du mercato voient l'arrivée du défenseur Reale en provenance de Lyon pour pallier le départ de Mvuemba, vendu à ce même club. En défense, bien que donnés partant, le club parvient à conserver Ecuele Manga et Romao.
Plusieurs départs son enregistrés. Do et Doukouré en manque de temps de jeu sont prêtés un an au club de national d'Épinal. Douniama part lui à Arles-Avignon, et Falette à Laval, chacun de ces deux clubs évoluant alors ligue 2. Deux joueurs en fin de contrat signent par ailleurs dans d'autres clubs : Dubardier déjà en prêt au Córdoba CF s'engage pour trois ans avec ce club, et Diarra, après avoir un temps envisagé une prolongation de contrat avec Lorient s'engage finalement avec Bastia.
| Type           | Date             | Prix    | Joueur              | Ancien/Nouveau club     |
| Achats ·       | 31 juillet 2012  | Gratuit | Ludovic Giuly       | AS Monaco (D2)          |
| Achats ·       | 21 juillet 2012  | 5,5 M€  | Alain Traoré        | AJ Auxerre (D2)         |
| Achats ·       | 4 septembre 2012 | 3,5 M€  | Benjamin Corgnet    | Dijon FCO (D2)          |
| Achats ·       | 4 septembre 2012 | 1 M€    | Enzo Reale          | Olympique lyonnais (D1) |
| Prêts          |                  |         |                     |                         |
| Fin de contrat | -                | Gratuit | Sigamary Diarra     | AC Ajaccio (D1)         |
| Fin de contrat | -                | Gratuit | Sebastian Dubarbier | Córdoba CF (D2)         |
| Ventes ·       | 4 septembre 2012 | 3 M€    | Arnold Mvuemba      | Olympique lyonnais (D1) |
| Prêts          | 24 juillet 2012  | -       | Tristan Do          | SAS Épinal (National)   |
| Prêts          | 27 juillet 2012  | -       | Cheick Doukouré     | SAS Épinal (National)   |
| Prêts          | 30 juillet 2012  | -       | Ladislas Douniama   | AC Arles-Avignon (D2)   |
| Prêts          | 8 août 2012      | -       | Simon Falette       | Stade lavallois (D2)    |
| Retour de prêt | -                | -       | Joel Campbell       | Arsenal FC (D1)         |
| Retour de prêt | -                | -       | Jérémie Janot       | AS Saint-Étienne (D1)   |

### Préparation du championnat
Sur le plan financier, le budget du club reste stable avec 36 millions d’euros, contre 35 millions d’euros lors de l'exercice précédent. Les comptes du club sont contrôlés par la Direction nationale du contrôle de gestion et la situation est jugée saine, le club étant le seul à avoir présenté des comptes avec des résultats positifs lors des trois saisons précédentes. Il verse par ailleurs aux différentes collectivités locales de 600 à 800 000 € par an, notamment via le paiement d'un loyer à la ville de 300 000 € pour l'utilisation du stade du Moustoir. Deux sponsors historiques du club, Armor Lux et Orange, chacun partenaires de Lorient depuis 15 ans, prolongent leurs partenariats pour trois ans au début de la saison,.
En termes d’objectif sportif, le président Loïc Féry vise à « obtenir le plus rapidement le maintien, et si possible retrouver le Top 10 de la Ligue 1 ».
Le club est la première équipe de ligue 1 à reprendre l'entrainement. Celui-ci s'effectue le 21 juin 2012 pour le gros de l’effectif, à l'exception des internationaux du club, Romao, Ecuele Manga, et Douniama qui eux reprennent entre le 5 et le 7 juillet suivant. Un premier stage de préparation a lieu comme l'année précédente à Stans en Autriche, du 24 au 30 juin durant lequel l'accent est mis sur la préparation physique, puis un second stage a lieu à Carnac du 23 au 25 juillet durant lequel l'accent est mis sur la préparation tactique.

### Matches de préparation
sept matchs de préparations sont programmés en l'espace d'un mois, entre le 4 juillet et le 4 août. Le club affronte dans un premier temps cinq autres équipes professionnelles du Grand Ouest, avant d'affronter Bordeaux, lui aussi pensionnaire de Ligue 1, et le club portugais de première division Clube Desportivo Nacional. Tous sont joués dans des stades de la région à l'exception du match contre Bordeaux qui se déroule à Tarnos près de Biarritz.
Le premier match, et la seule victoire de Lorient lors de ces matchs de préparation, est joué contre le voisin morbihannais de Vannes OC, évoluant alors en national. En attaque, Coutadeur confirme son retour à un bon niveau après plusieurs blessures, et en défense centrale la paire Lautoa et Bourillon s'avère solide. Les matchs suivant sont moins maitrisés, et les merlus n'arrivent à obtenir plus qu'un nul 0-0 contre le FC Nantes, un autre nul 1-1 contre le stade brestois, et un dernier nul 2-2 contre le stade lavallois.
L'équipe enregistre sa seule défaite des matchs de préparation contre le voisin rennais 1-0, juste avant de commencer son deuxième stage de préparation à Carnac. Les merlu arrachent ensuite deux nuls, le premier 0-0 contre le Clube Desportivo Nacional , et le second 1-1 contre Bordeaux.

## Actifs du club

### Joueurs
Le tableau suivant liste l'effectif professionnel du FC Lorient pour la saison 2012-2013.

### Encadrement technique et administratif

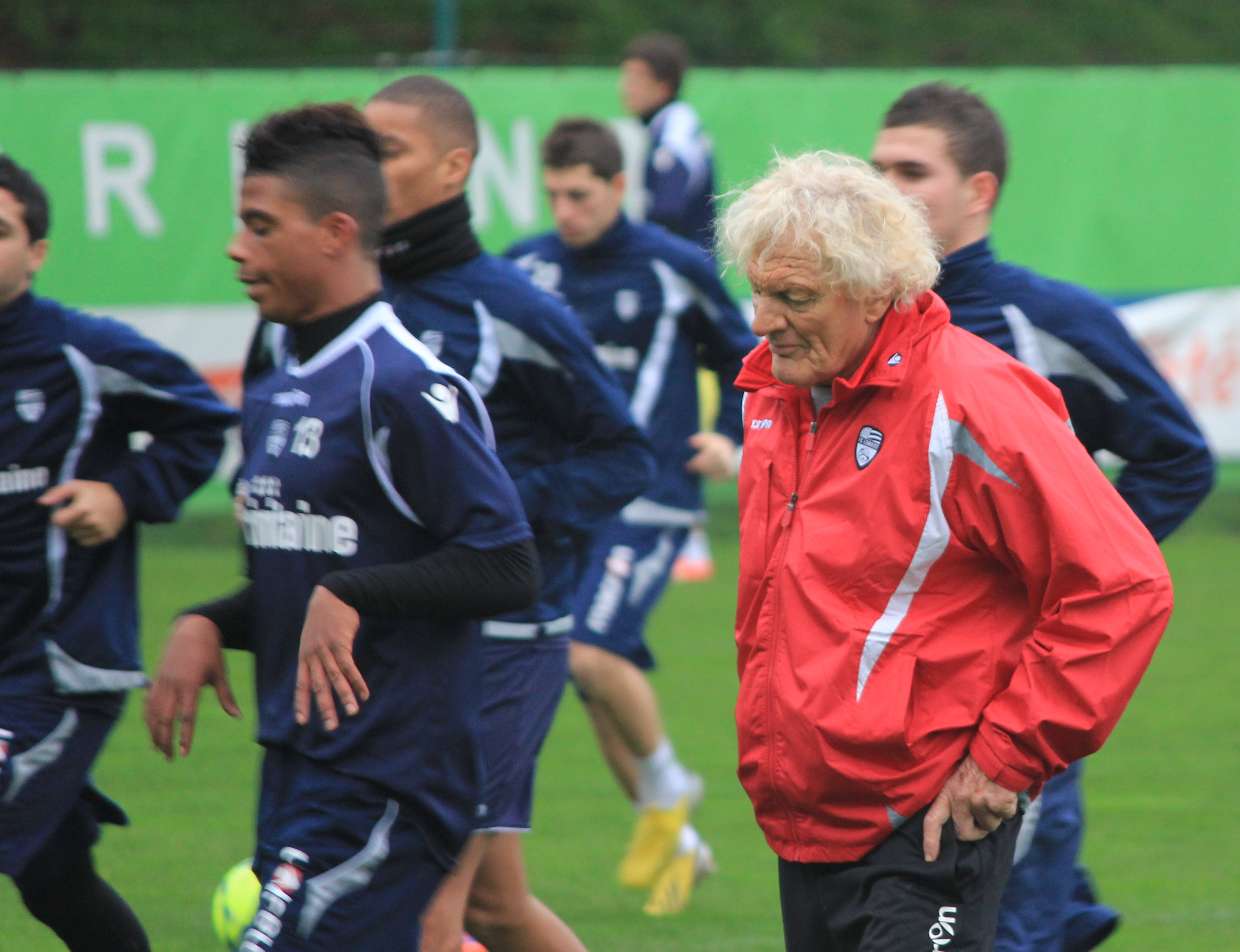
Tiburce Darou, ici à l'entrainement en janvier 2013, continue d'intervenir auprès des joueurs.

Le président Loïc Féry entame sa quatrième saison à la tête du club, et est élu en octobre 2012 au conseil d'administration de la Ligue de football professionnel. L'organigramme de la direction du club est confirmé par le président fin mai 2012, malgré des rumeurs de remaniement liés aux mauvais résultats sportifs de la saison précédente. Serge Aréguian, bien que cible de critiques lors de la saison précédente, est ainsi confirmé comme le directeur général du club.
Dans l'encadrement sportif, Régis Le Bris en provenance du Stade rennais signe au club le 8 juillet pour prendre la tête du centre de formation en remplacement d'Hervé Guégan en partance pour le Stade brestois. Par ailleurs le préparateur physique Tiburce Darou arrivé lors de la crise printanière de la saison printanière prolonge son activité avec le club « à titre amical et non contractuel ».

### Développement des infrastructures
La modernisation du stade du Moustoir promis par la municipalité avec la construction d'une quatrième tribune, initialement prévu pour 2013, est finalement repoussé à l'après élection municipale de 2014.
Dans le même temps, le chantier du centre de vie du club, bloqué pendant trois ans en raison de contentieux administratifs, est finalement lancé à la rentrée 2012 pour une ouverture prévue mi-2013.

## Compétitions

### Ligue 1
La Ligue 1 2012-2013 est la soixante-quatorzième édition du championnat de France de football et la neuvième sous l'appellation « Ligue 1 ». La division oppose vingt clubs en une série de trente-huit rencontres. Les meilleurs de ce championnat se qualifient pour les coupes d'Europe que sont la Ligue des champions (le podium) et la Ligue Europa (le quatrième et les vainqueurs des coupes nationales). Le FC Lorient participe à cette compétition pour la neuvième fois de son histoire et la septième consécutive depuis la saison 2006-2007.

#### Matchs allers
Le FC Lorient boucle sa première partie de saison à la 5e place avec 31 points acquis à la trêve hivernale, ce qui constitue son nouveau record en ligue 1. Le club est dans cette première partie de championnat la 3e meilleure attaque avec 32 buts marqués, mais l'avant-avant-dernière défense avec 29 buts encaissés. Elle est aussi l'une des équipes qui marquent le plus de points à l'extérieur (6e avec 12 points) ainsi qu'à domicile (5e avec 19 points). Globalement le FC Lorient se situe à cette mi-saison parmi les clubs les plus performants (4e en termes de points par rapport à son budget).

##### Débuts prometteurs
L'équipe connait une première partie de saison marquée par une période d'invincibilité de 8e matches, ce qui l'amène jusqu'à une troisième place qu'elle conserve lors de deux journées, avant de se stabiliser à la quatrième place les trois journées suivantes. Le club arrive à la trêve internationale à l'issue de la 8e journée avec 14 points, contre 13 points lors de la saison précédente, ce qui laisse le président et son entraineur prudents quant aux ambitions du club. Le 1er septembre 2012, face à Nancy, Christian Gourcuff dirige par ailleurs son 300e match en Ligue 1 au FC Lorient.

Première équipe alignée de la saison contre le PSG.

Pour leur premier match officiel, les Lorientais commencent pour la troisième fois en six saisons par affronter le PSG à domicile. Le match commence mal pour les locaux avec un but de Maxwell contre-son-camp, dès la 4e minute, sur un centre de Kévin Monnet-Paquet. Les Lorientais doublent la mise juste avant la pause par Aliadière, passant toute la défense parisienne et trompant Douchez. Zlatan Ibrahimović, recruté pendant le mercato par Paris, fait penché le cours match. Il blesse involontairement le capitaine et défenseur lorientais Ecuele Manga à la demi-heure de jeu, et l'éloigne des terrains de jeu pour six mois, puis marque les deux buts égalisateurs en seconde mi-temps, dont le dernier dans les dernière minutes du temps additionnel, et permet au PSG d'échapper à une première défaite. Lorient enchaine avec le champion de France en titre pour son premier match à domicile, le Montpellier HSC. Menés au score dès la demi-heure de jeu à la suite d'un but d'Herrera, les locaux parviennent à arracher la victoire dans les toutes dernières minutes de jeu à la suite du premier but de la recrue estivale sous ses nouvelles couleurs Traoré à la 90e, et à un deuxième but d'Aliadière dans les dernières minutes du temps additionnel. Les merlus achèvent leur mois d'aout avec un match face au promu Troyes. Les locaux mènent rapidement dès la 3e minute de jeu après un but de Nivet, avant d'être rejoints au score un quart d'heure plus tard par un but de Barthelmé. Troyes reprend l'avantage en début de seconde mi-temps avec un but d'Obbadi, avant que les Lorientais ne reviennent au score dix minutes plus tard avec un but de Mvuemba sur pénalty. Les Lorientais pourtant dominateurs enregistre alors un second match nul en trois matchs, et finissent le mois à la 7e place.
Le club enchaine ensuite sur deux victoires consécutives en septembre. Ils disposent assez facilement de l'AS Nancy-Lorraine à domicile en remportant le match 3-0 avec des buts de Giuly et de Koné en première mi-temps, avant que Traoré n'aggrave le score à quelques minutes de la fin du match. Il enchaine avec son premier derby de la saison en se déplaçant chez le voisin rennais où commence à couver une crise après un début décevant. Traoré marquent les deux buts lorientais de la partie à la 23e et 43e, mais les visiteurs sont réduits à 9 après les expulsions de Baca et d'Audard à la 32e et 52e. Les rennais en supériorité numérique parviennent à revenir au score avec un but de Pitroipa, mais enregistrent eux aussi une expulsion avec le carton rouge de Diarra à la 79e. Il ne parviennent pas à éviter leur quatrième défaite en cinq matchs, et permettent aux Lorientais de monter à la troisième place du podium.

##### Crise d'automne
Le club enregistre de fin-septembre jusqu'à mi-novembre une série de sept matches sans victoire. La défense, fragilisée par les absences pour cause de blessures de Mareque et d'Ecuele Manga, mais aussi par de nombreux cartons rouges lors des matches, encaisse ainsi 16 lors de 4 rencontres entre la 9e et la 12e journée. L'entre-jeu est aussi source d'insatisfaction pour l'entraineur, le pressing étant insuffisant. La formation peut cependant compter sur son secteur offensif avec un Aliadière qui revient à son plus haut niveau.
L'équipe enchaine les matchs nuls pendant un mois, parvenant ainsi à prolonger sa période d'invincibilité. L'OGC Nice, bien que dominé et en supériorité numérique à la suite d'une exclusion de Bouirillon, passe à côté d'un victoire au Moustoir. Malgré une ouverture du score par Meriem en fin de première mi-temps, il se fait rejoindre au score à la 89e minute par un but de Monnet-Paquet. Le FCL tombe de la troisième à une quatrième place qu'il va conserver lors des deux journées suivantes. Un scénario proche se répète lors de la journée suivante contre l'Évian TG. Lorient mené au score dès la 8e minute après un but de Khalifa parvient à arracher le point du match nul peu avant la fin du temps règlementaire avec un but de Sunu à la 86e. Lorient achève sa série de matchs nuls avec la réception de Lyon quelques jours après que celui-ci se soit imposé sur le terrain du Kiryat Shmona dans le cadre de la Ligue Europa. De nouveau mené au score, après un but de Gomis à la 23e, Lorient remonte à 1-1 après une égalisation d'Aliadière juste au retour des vestiaires. Malgré un bon niveau de jeu, les locaux doivent en rester là et sont 4e à 14 points à ce stade de la compétition.
Une série de défaites va faire redescendre le club jusqu'à la 11e place. En déplacement à Valencienne, Lorient après avoir ouvert le score dès la 7e minute avec un but de Corgnet, se retrouve rapidement mené 3-1 par les locaux, puis réduit pour la seconde fois de la saison à 9. Les locaux parviennent à alourdir le score en marquant trois fois de plus dans les dix dernières minutes de jeu, mettant fin à l'invincibilité de Lorient par un score de 6 à 1. La défense lorientaise continue de prendre l'eau lors de la première mi-temps du match suivant contre le promu Ajaccio, et encaisse quatre buts ; seul Lautoa parvient à réduire l'écart avant le retour aux vestiaires. La dynamique s'inverse lors de la seconde mi-temps, et Lorient via un doublé d'Aliadière et un but de Sunu dans les arrêts de jeu parvient à arracher le point du match nul. La série se poursuit lors du second derby de la saison à Brest. Lorient concède de nouveau un but tôt dans la partie, mais son attaque reste muette pour la première fois de la saison. bien que dominateurs, les merlu ne parviennent pas à revenir au score et Benshop alourdi l'addition sur un contre dans le temps additionnel. La mauvaise série se poursuit avec la réception de Bordeaux au Moustoir. Avec deux buts encaissés dans chaque mi-temps, les locaux enregistrent leur première défaite à domicile de la saison. Depuis la victoire face à Rennes mi-septembre, Lorient n'a acquis que quatre points sur les 21 mis en jeu, et est alors à quatre points de la zone de relégation.

##### Retour vers le sommet du classement
Le club retrouve le succès lors de la dernière partie des matchs aller. Il parvient même à battre deux de ses records en ligue 1 en signant une série de quatre victoires consécutives, et en arrivant à la mi-saison avec 31 points. Sur le plan tactique, Christian Gourcuff testent de nouvelles dispositions pour pallier les faiblesses constatées précédemment de son effectif. Deux joueurs à vocation défensive, dont Wesley Lautoa, sont montés au milieu de terrain afin de muscler l'entrejeu et d'améliorer la récupération des ballons. Le système testé en fin de match lors de la défaite en 12e journée contre Bordeaux est reconduit lors de la victoire la semaine suivante contre le LOSC. Un passage du 4-4-2 au 4-1-4-1 avec un Bourillon jouant devant la défense est aussi testé mais vite abandonné.
L'équipe commence à se relancer dans la seconde moitié du mois de novembre. La réception du LOSC voit Lorient renouer avec la victoire pour la première fois depuis près de deux mois, sur un score de 2-0. La défense, qui est alors au cœur des interrogations, n'encaisse pas de but pour la seconde fois de la saison. Le club n'arrive cependant pas à confirmer lors du match suivant contre Bastia, et encaisse un but dès la 11e minute. Bien que jouant contre une équipe réduite à 10 dès la minute suivante, les attaquants lorientais n'arrivent pas à trouver le chemin des filets, et les merlus doivent concéder leur dernière défaite des matchs aller.
Une série de quatre victoires consécutives commence avec la réception de Toulouse. L'ancien dijonnais recruté lors du mercato estival Corgnet, qui s'est illustré deux journées plus tôt face au LOSC, marque le but de la victoire juste avant la mi-temps. Lorient qui est alors sur trois défaites consécutives à l'extérieur de déplace ensuite à Marseille. Malgré une domination des locaux, les merlus parviennent à prendre l'avantage sur un pénalty d'Aliadière juste avant la mi-temps, avant que Corgnet et Monnet-Paquet n’alourdissent l’addition en seconde mi-temps face à une équipe phocéenne réduite à 10. Le club continue sa série de victoires en s'imposant à domicile face à Sochaux. Traoré qui n'avait plus marqué depuis le déplacement à Rennes offre le premier but à Lorient à la 44e minute avant que Koné ne face le break en début de seconde mi-temps. Lorient va ensuite gagner à Geoffroy-Guichard face à Saint-Étienne. Aliadière à la 20e puis Traoré à la 38e minute scellent la victoire dès la première mi-temps, alors qu'Audard garde sa cage inviolée pour le 4e match de rang.
Lorient ne parvient pas à enchainer avec une cinquième victoire face au promu Reims et doit concéder un but dès la 5e minute. Dominateurs, les merlus n'arrivent à trouver les chemins des buts qu'à la 48e avec un but de Barthelmé. Les visiteurs reprennent l'avantage 20 minutes plus tard, mais les Lorientais parviennent à égaliser une nouvelle fois dans les arrêts de jeu. L'équipe aborde la trêve hivernale à la 5e, juste derrière le voisin rennais.

#### Matchs retour

##### Un mois de janvier difficile
Le FCL entame ses matchs retour en devant se passer de deux de ses joueurs cadres, Traoré et Romao, sélectionnés par leurs équipes nationales pour aller jouer la coupe d'Afrique des nations. Il commence par une défaite à Montpellier. Sur un terrain en mauvais état, et malgré un match équilibré, Fabien Audard qui enregistre alors son 200e match en ligue 1 encaisse un doublé de Charbonnier dans les 10 dernières minutes. Le match suivant contre l'ESTAC voit Lorient prendre l'avantage dès la première période après un but de Monnet-Paquet à la 20e puis de Reale à la 27e, mais manque de se faire rejoindre en seconde période à la suite de deux buts troyens. Un troisième but de Bourillon à la 83e permet au merlus de rester victorieux au Moustoir. le dernier match du mois de janvier sur le terrain de la lanterne rouge Nancy voit le retour du capitaine lorientais Ecuele Manga après six mois de blessure. Les locaux prennent par deux fois l'avantage sur le score à la suite de deux buts d'Efoulou à la 36e et de Puygrenier à la 71e, et malgré une égalisation d'Aliadière à la 50e. L'équipe recommence à montrer les mêmes faiblesses que lors de sa crise d'automne, ce qui fait dire à l'entraineur Christian Gourcuff « C'est clair que l'on ne peut pas continuer à enchaîner des prestations de ce type », alors que l'équipe est tombé de la 5e à la 8e place en un mois.
L'effectif du club est par ailleurs perturbé par les effets du mercato hivernal et des conséquences de la CAN. Romao, après avoir été approché par le Beşiktaş lors du mercato d'été, signe à l'olympique de Marseille pour deux millions d'euros, privant ainsi Lorient d'un de ses joueurs les plus réguliers. Traoré se blesse lui à la cuisse et est privé de compétition jusqu'à début avril. Les merlus enregistrent le retour de Tony Koutouan qui signe au club pour quatre mois après y avoir disputé la saison 2003-2004. Deux autres jeunes joueurs en prêt sans option d'achat sont aussi accueillis par le club, Ryan Mason de Tottenham, et Mohammed Abu de Manchester City.

##### Glissement vers le ventre mou
Les merlus commencent le mois de février par deux matchs nuls. Sur leur terrain, ils reçoivent le stade rennais, et malgré une ouverture du score de Jouffre lors de la première mi-temps, et une domination lors de la seconde, l'équipe doit concéder un nul 2-2 à la suite d'un but à la 90e de Ngando,. Le match suivant sur le terrain de l'OGC Nice voit le retour de blessure de Lamine Gassama en défense. Après avoir encaissé deux buts par match lors des cinq dernières rencontre, le FCL se montre plus solide en défense en n'encaissant qu'un but, et en ramenant le point du match nul grâce à un but de Mareque à un quart d'heure de la fin. Le club enregistre ensuite son premier succès en un mois lors de la réception de l'Évian TG, ce qui lui permet d'accéder aux 39 points synonymes de maintien. Devant toujours composer avec les blessures de plusieurs de ses cadres, mais disposant d'une profondeur de banc plus importante que les saisons précédentes, Lorient s'impose grâce au 10e but de la saison d'Aliadière en première mi-temps et à un autre but de Monnet-Paquet, la défense n'encaissant qu'un but à dix minutes de la fin du match.

#### Synthèse

##### Classement final
| Rang | Équipe                         | Pts | J  | G  | N  | P | Bp | Bc | Diff |
| ---- | ------------------------------ | --- | -- | -- | -- | - | -- | -- | ---- |
| 7    | Girondins de Bordeaux          | 38  | 24 | 9  | 11 | 4 | 26 | 16 | +10  |
| 8    | LOSC Lille Métropole           | 37  | 25 | 9  | 10 | 6 | 32 | 25 | +7   |
| 9    | FC Lorient                     | 36  | 24 | 9  | 9  | 6 | 39 | 38 | +1   |
| 10   | Montpellier Hérault Sport Club | 35  | 24 | 10 | 5  | 9 | 39 | 32 | +7   |
| 11   | Valenciennes Football Club     | 33  | 24 | 9  | 6  | 9 | 34 | 35 | -1   |

##### Évolution du classement
Nota : l'ordre des journées est celui dans lequel elles ont été jouées. La place au classement est celle à l'issue du week-end ou du milieu de semaine.
| Journées   | 1     | 2  | 3  | 4  | 5    | 6  | 7    | 8    | 9  | 10 | 11  | 12    | 13  | 14  | 15    | 16 | 17 | 18 | 19 | 20 | 21 | 22 | 23 | 24 | 25 | 26 | 27   | 28  | 29 | 30   | 31   | 32   | 33 | 34   | 35 | 36 | 37   | 38 |
| ---------- | ----- | -- | -- | -- | ---- | -- | ---- | ---- | -- | -- | --- | ----- | --- | --- | ----- | -- | -- | -- | -- | -- | -- | -- | -- | -- | -- | -- | ---- | --- | -- | ---- | ---- | ---- | -- | ---- | -- | -- | ---- | -- |
| Résultat   | N     | V  | N  | V  | V    | N  | N    | N    | D  | N  | D   | D     | V   | D   | V     | V  | V  | V  | N  | D  | V  | D  | N  | N  | V  | D  | N    | D   | V  | N    | D    | V    | V  | D    | D  | V  | D    | D  |
| Classement | - 10e | 5e | 7e | 3e | - 3e | 4e | - 4e | - 4e | 8e | 9e | 11e | - 11e | 10e | 11e | - 11e | 8e | 6e | 4e | 5e | 7e | 6e | 8e | 9e | 8e | 7e | 9e | - 9e | 10e | 8e | - 8e | - 8e | - 8e | 7e | - 7e | 8e | 7e | - 7e | 8e |

 Résultat: D = Défaite ; N = Nul ; V = Victoire.

### Coupe de France
Le FC Lorient entre dans la compétition au stade des 32èmes de finale.

| 32e de finale        | FC Chauray        | 1-5   | FC Lorient                                                   | Stade René-Gaillard                           |                                               |
| 5 janvier 2013 18h00 | B. El Brami 90+1e | (0-3) | 17e Bourillon · 23e Autret · 41e 71e Quercia · 68e Aliadière | Spectateurs : 6 650 Arbitrage : Olivier Thual | Spectateurs : 6 650 Arbitrage : Olivier Thual |

| 16e de finale         | CS Sedan Ardennes | 0-1   | FC Lorient | Stade Louis-Dugauguez                        |                                              |
| 22 janvier 2013 16h00 |                   | (0-0) | 74e Giuly  | Spectateurs : 1 700 Arbitrage : Ruddy Buquet | Spectateurs : 1 700 Arbitrage : Ruddy Buquet |

Le tirage au sort des 8èmes de finale de la Coupe de France oppose le FC Lorient au club du Stade brestois. Un derby breton aura donc lieu.

### Coupe de la Ligue
Le FC Lorient entre dans la compétition au stade des 16èmes de finale.

| 16e de finale           | FC Lorient | 1-1 a. p.       | AS Saint-Étienne | Stade du Moustoir                              |                                                |
| 26 septembre 2012 20H50 | Sunu 37e | (1-0)           | 54e Brandao | Spectateurs : 12 521 Arbitrage : Benoît Millot | Spectateurs : 12 521 Arbitrage : Benoît Millot |
| 26 septembre 2012 20H50 | Rapport |                 | | Spectateurs : 12 521 Arbitrage : Benoît Millot | Spectateurs : 12 521 Arbitrage : Benoît Millot |
| 26 septembre 2012 20H50 | Aliadière · Lautoa · Corgnet | Tirs au but 0-3 | Cohade · Ghoulam · Mignot · | Spectateurs : 12 521 Arbitrage : Benoît Millot | Spectateurs : 12 521 Arbitrage : Benoît Millot |
| 26 septembre 2012 20H50 | Lecomte - Pedrinho, Koné ( 20e), Lautoa ( 97e), Le Lan - Autret, Mulumba ( 61e Romao), Reale, Monnet-Paquet - Sunu ( 70e Aliadière), Giuly ( 60e Corgnet). | Équipes         | Stéphane Ruffier - Polomat, Perrin, Mignot ( 77e), Ghoulam ( 90+2e) - Cohade, Clément, Lemoine ( 95e Chergui) - Aubameyang, Brandao ( 64e Hamouma), Gradel ( 82e Mayi). | Spectateurs : 12 521 Arbitrage : Benoît Millot | Spectateurs : 12 521 Arbitrage : Benoît Millot |

## Statistiques

### Statistiques individuelles
Meilleur buteur :  Jérémie Aliadière (9)

Meilleur passeur :  Jérémie Aliadière (7)

## Affluence et télévision

### Affluence
Affluence du FC Lorient à domicile

### Retransmission télévisée
La saison 2012-2013 de Ligue 1 est la saison des bouleversements en termes de retransmissions télévisée. En effet, la Ligue de football professionnel (LFP) a choisi de prendre exemple sur les championnats étrangers et d'étaler les matchs sur les trois jours du week-end et sur plusieurs tranches horaires. Ainsi la journées de championnat débutera le vendredi soir à 20h30, un match sera diffusé le samedi à 17h, puis cinq matchs à 20h. Enfin un match sera diffusé à 14h le dimanche, puis un à 17h et enfin un à 21h 
De plus, l'apparition de nouveaux investisseurs (beIN Sport du groupe Al Jazeera) est venu bouleverser les habitudes des diffuseurs français. Ainsi le groupe Canal+ qui était le diffuseur majoritaire de la Ligue 1 les saisons précédentes verse désormais 420 millions d'euros de droits télévisuels à la LFP pour les matchs du dimanche soir qui seront à vingt-deux reprises les plus belles affiches de la journée, les matchs du samedi à 17h et les magazines footballistiques (Jour de foot, Canal Football Club, une nouvelle émission diffusée le vendredi soir et Total Ligue 1 diffusé le lundi). De son côté la chaine qatarie va débourser 150 millions d'euros pour le match du vendredi soir et du samedi qui seront à seize reprises les plus belles affiches de la journée, les matchs du dimanche à 14h et à 17 h, et les quatre matchs restant le samedi à 19h en offre pay per view.
Les droits télévisés seront versés par la LFP au FCL au terme de la saison. À une part fixe qui revient de droit à chaque club de l'élite, sera ajoutée une partie variable qui est calculée à partir des résultats sportifs et de la notoriété de l'équipe.
Au niveau local, le club devient actionnaire à hauteur de 10 % de la chaine Ty télé, ce qui permet le développement de programmes dédiés au club sur cette chaine. Au terme de l'exercice 2012-2013, le club enregistre ainsi une hausse de sa médiatisation télévisuelle, avec un progrès de 67,6% en nombre de sujets diffusés (passant de 426 à 714), de 136% pour le temps de diffusion de ceux-ci (passant de 28h à 67h), et de 61,3% en termes de valorisation (passant de 13,18 M€ à 21,25 M€)

## Équipe réserve
Pour la saison 2012-2013, elle évolue dans le groupe D (Ouest) du Championnat de France Amateur, soit le quatrième niveau de la hiérarchie du football en France.
La saison dernière l'équipe a fini 17e, et donc sportivement reléguée. Le club est finalement repéché à la suite des décisions de la DNCG.
À la suite de la réforme des championnats amateur, il y aura cette saison 4 équipes reléguées en CFA2. Ce système permettra dès la saison 2013/2014 d'avoir un CFA composé de 4 groupes de 16 équipes.
| Rang | Équipe          | Pts | J  | G | N | P | Bp | Bc | Diff |
| ---- | --------------- | --- | -- | - | - | - | -- | -- | ---- |
| 8    | Plabennec       | 34  | 15 | 5 | 4 | 6 | 18 | 21 | -3   |
| 9    | US Saint-Malo   | 33  | 13 | 5 | 5 | 3 | 21 | 12 | +9   |
| 10   | FC Lorient rés. | 33  | 15 | 5 | 3 | 7 | 17 | 29 | -12  |
| 11   | GSI Pontivy     | 32  | 14 | 5 | 3 | 6 | 15 | 18 | -3   |
| 12   | US Concarneau   | 31  | 13 | 4 | 6 | 3 | 18 | 14 | +4   |

## Sources